# Museo archeologico della Badia
Il Museo archeologico della Badia è un museo archeologico situato a Licata, in Sicilia.

## Storia
La sede museale è il cinquecentesco monastero cistercense di Santa Maria del Soccorso, meglio conosciuto ancora oggi come Badia, ampliato nel ‘600 con la costruzione del chiostro e nel ‘700 con la nuova ala prospiciente alla piazza Sant'Angelo.

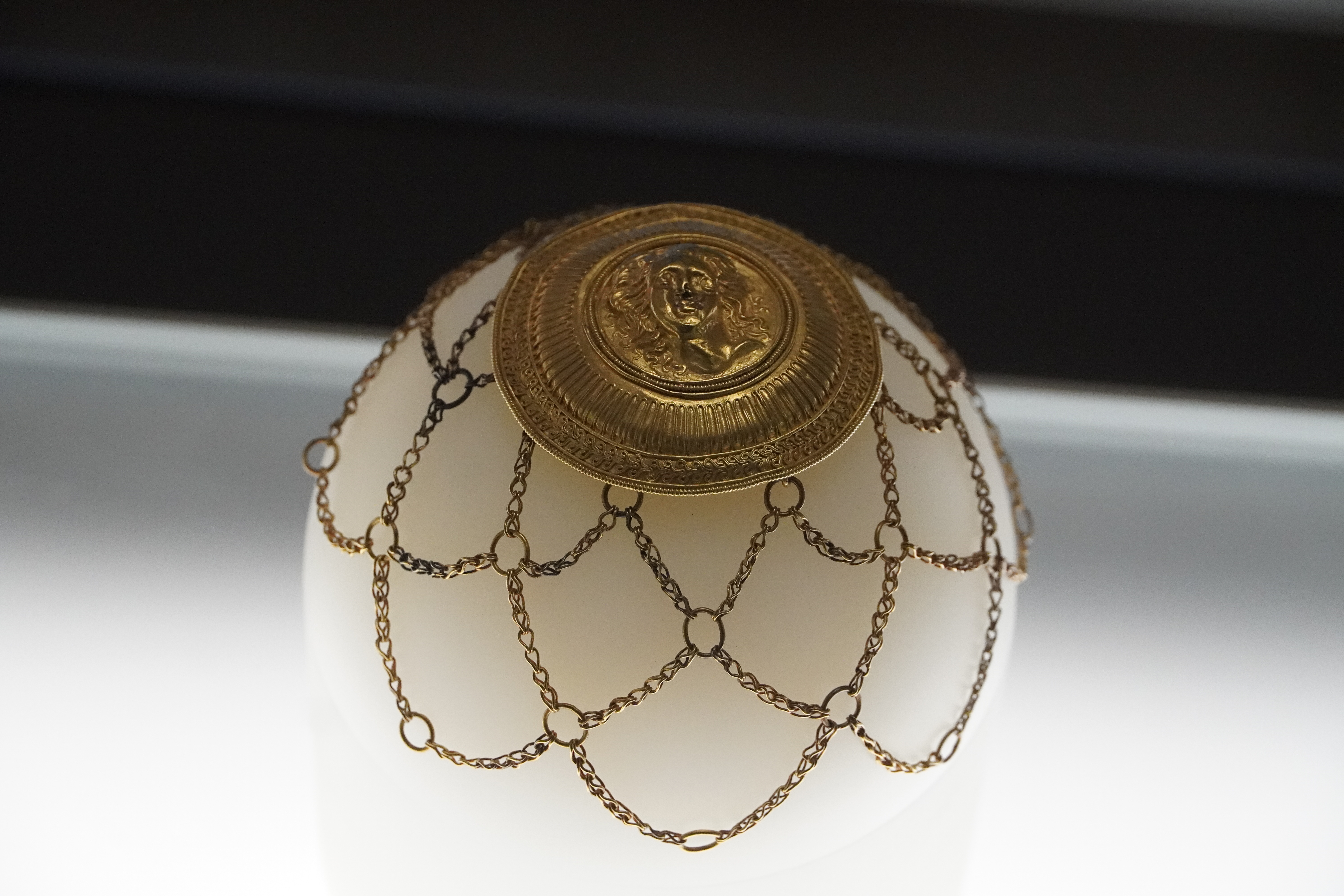
Tesoretto di Finziade. Sakkos (cuffia per raccogliere i capelli) con medaglione in oro

Confiscato con la soppressione degli ordini religiosi, l'edificio divenne sede di scuole pubbliche, destinazione che mantiene in parte tuttora.
Dell'ex monastero il museo occupa parte del piano terra e il chiostro.
Con il concorso della Soprintendenza di Agrigento, del Comune di Licata e della locale Associazione archeologica licatese, il Museo nasce come antiquarium annesso alla Biblioteca Comunale di Licata, dalla quale si separa nel 1971 dando origine al Museo Civico. L'apertura della nuova sede della Badia avviene nel 1995.
Il Museo illustra la storia ed i caratteri degli insediamenti umani nel territorio di Licata e della bassa valle dell'Imera meridionale.
La montagna di Licata, dove sorge oggi la città moderna, e le altre limitrofe, poste al controllo del fiume Imera sono state fin dalla preistoria luogo di insediamenti umani. In particolare sulla Montagna di Licata sorgeva un centro greco-arcaico che si espanse in periodo ellenistico sulle vicine alture di Monserrato e monte Sole. In esso nel 280 a.C. il tiranno di Agrigento, Finzia, trasferì le popolazioni di Gela, dopo la distruzione di quest'ultima, fondando una nuova città che prese il nome di Finziade.

## Le collezioni
Sono quelle provenienti dai ritrovamenti dell'Associazione Archeologica Licatese e dagli scavi condotti negli ultimi decenni dalla Soprintendenza di Agrigento nel territorio di Licata e della bassa valle dell'Imera.
Il museo possiede inoltre una collezione di arte medievale, e alcune tele provenienti dai conventi soppressi nell'800.
L'ordinamento consente un inquadramento topografico e cronologico dei reperti attraverso l'ausilio di supporti didattici.

## Ambienti
- Sala d'ingresso

Stemma ligneo della città (secolo XVIII). Reperti ceramici destinati agli usi del monastero, venuti alla luce con gli scavi effettuati durante i lavori di restauro della stessa Badia negli anni 1988-89.
- Sala I - Collezioni provenienti dalla Montagna di Licata, con reperti dall'età preistorica ( V millennio a.C.) all'età ellenistico-romana (I secolo a.C.). Notevoli alcuni iscrizioni in lingua greca.

Nel vano interrato reperti di diverse età di provenienza subacquea recuperate nel mare di Licata.
- Sala II - Reperti da contrada Casalicchio dall'età del Bronzo (fine III millennio a.C.) greci (VI-III secolo a.C.) e bizantini ( VI secolo d.C.).
- Sala III - Reperti ellenistici (III-II secolo a.C.) dalla contrada Marcato d'Agnone, grecoarcaici, classici ed ellenistici (VI-III secolo a.C.) da Portella di Corso.
- Sala IV - Reperti dell'età del Bronzo da Canticaglione e da Montepetrulla (fine III-inizi II millennio a.C.)e di diversi periodi da località varie.
- Sala V - Reperti del tardo Bronzo della cultura di Thapsos (metà II millennio a.C.) da contrada Madre Chiesa.
- Sala VI - Reperti dall'età del Bronzo (fine III millennio a.C.) da località Muculufa. Nel chiostro sono esposti reperti litici ed elementi architettonici di diversa provenienza, le statue medievali (secolo XIV-XV) provenienti dal convento dell'Annunziata, e una Madonna del Soccorso di Domenico Gagini datata 1470 proveniente dall'omonima chiesa.